# Infection à virus Nipah
 Mise en garde médicale
L'infection à virus Nipah est la maladie provoquée par le virus Nipah (NiV), un virus à ARN du genre Henipavirus, dans la famille des paramyxovirus.

## Zoonose
Il s'agit d'une zoonose grave et émergente chez l'homme et l'animal. Elle est visée par le Code sanitaire pour les animaux terrestres de l'Organisation mondiale de la santé animale (OMSA) et, contrairement à la maladie due au virus Hendra, est soumise à déclaration obligatoire auprès de l'OIE. Les hôtes naturels du virus Nipah sont des chauves-souris frugivores de la famille des ptéropodidés, notamment celles du genre Pteropus (roussettes). La transmission à l'homme a lieu principalement par absorption de fruits, de vin de palme ou de sève de palmier dattier crue contaminés par la salive ou les déjections de chauves-souris infectées, ainsi que par contact avec d'autres personnes ou animaux infectés, notamment les porcs. La première épidémie, apparue en 1998 en Malaisie et à Singapour, fut transmise à l'homme par des porcs contaminés, touchant 276 personnes et en tuant 106, avec un taux de létalité de près de 40 % en Malaisie et de 9 % à Singapour. Les épidémies suivantes, survenues en Inde et surtout au Bangladesh, ont impliqué des transmissions interhumaines dans un tiers des cas, dont une composante nosocomiale relativement limitée,.

## Symptômes
Chez l'Homme, la maladie prend la forme d'une encéphalite apparaissant après une période d'incubation d'environ 4 à 14 jours et se manifestant par une période de fièvre et de céphalées s'étendant sur 3 à 14 jours suivie par un état de somnolence, de désorientation et de confusion mentale. Ces symptômes peuvent évoluer vers le coma en 24 à 48 heures. Certains patients ont une maladie respiratoire au début de l'infection, susceptible d'évoluer vers une insuffisance respiratoire aiguë, et la moitié des patients ayant eu des atteintes neurologiques sévères ont également présenté des signes pulmonaires. Par ailleurs, les patients présentant des difficultés respiratoires sont davantage susceptibles de transmettre la maladie, de même que les patients âgés de plus de 45 ans. Un survivant sur cinq garde des séquelles neurologiques, développant par exemple des troubles de la personnalité ou de l'humeur, voire des convulsions persistantes. Dans de rares cas, la maladie peut récidiver plusieurs mois après la guérison.
Chez le porc, l'infection a virus Nipah provoque une maladie très contagieuse qui atteint l'appareil respiratoire et le système nerveux de l'animal. On relève ainsi notamment les signes cliniques suivants : fièvre, toux forte et aboyante, détresse respiratoire (respiration haletante, rapide et laborieuse), tremblements, spasmes musculaires, faiblesse des pattes arrière, manque de coordination. La maladie peut atteindre tout le cheptel, mais avec un taux de létalité ne dépassant généralement pas 5 %, hormis pour les porcelets. Chez le chien, l'infection à virus Nipah provoque une affection semblable à la maladie de Carré, mais avec un taux de létalité élevé.
Entre avril 2001 et mai 2018, environ 700 cas humains d'infection à virus Nipah ont été recensés, avec un taux de létalité compris entre 50 et 75 %,,. Bien que les épidémies à virus Nipah aient concerné un nombre limité de lieux avec un impact sanitaire somme toute modéré sur les populations touchées, elles atteignent une grande variété d'animaux et provoquent des pathologies graves chez les personnes contaminées, faisant de cette maladie émergente une menace importante sur la santé publique, notamment si le virus venait à évoluer pour gagner en transmissibilité.

## Apparition et épidémies subséquentes
L'infection à virus Nipah a été identifiée pour la première fois en 1998 sous la forme d'encéphalites et de maladies respiratoires chez des éleveurs de porcs et des personnes au contact des porcs en Malaisie et à Singapour. Le virus Nipah doit son nom au village de Sungai Nipah, dans l'état du Negeri Sembilan, en Malaisie, où cette maladie a fait son apparition. On pense que les porcs de ces élevages ont été exposés à l'urine et aux déjections des roussettes attirées par les arbres fruitiers des exploitations agricoles de la région, les roussettes étant peut-être elles-mêmes poussées hors de la forêt tropicale environnante à la suite de programmes de déforestation. L'infection avait alors provoqué une affection de faible intensité chez les porcs, mais avait touché environ 265 personnes, et en avait tué 105 en Malaisie, tandis qu'elle touchait 11 personnes supplémentaires à Singapour, entraînant le décès de l'une d'entre elles ; plus d'un million de porcs furent abattus, et la maladie n'est plus reparue dans cette région. En revanche, des épidémies se sont succédé depuis lors en Inde et au Bangladesh, quasiment tous les ans dans ce dernier cas, et généralement en hiver. Le virus Nipah a été signalé en 2001 dans le district de Meherpur, et à Siliguri. Des épidémies ont par la suite été relevées dans les districts de Naogaon, Manikganj, Rajbari, Faridpur et Tangail en 2003, 2004 et 2005 ; d'autres épidémies ont été observées les années suivantes.
- 2018 : Kerala

En 2015, trois roussettes du parc forestier de Nouméa, en Nouvelle-Calédonie, ont été détéctées comme porteuses du virus Nipah, sans signalement de contamination à l'Homme. Des recherches locales ont été menées par une vétérinaire australienne durant un an et ses résultats estiment qu'entre 25 et 35% des chauves-souris du territoire sont porteuses du virus,.

## Diagnostic
Les symptômes initiaux d'une infection à virus Nipah ne sont pas spécifiques, de sorte que la maladie n'est pas envisagée au moment de la première visite chez le médecin — elle tend notamment à être confondue avec l'encéphalite japonaise. Cela complique la gestion de l'épidémie en retardant la prise en charge effective des patients dans les structures appropriées. De surcroît, la qualité, la quantité, la nature, la date de prélèvement et la durée d'acheminement des échantillons prélevés jusqu'au laboratoire d'analyse conditionnent la précision des résultats.
Un patient atteint d'une infection à virus Nipah peut être diagnostiqué en laboratoire lors des phases aiguës de la maladie ou en convalescence en combinant plusieurs tests. Aux premiers stades de la maladie, on analyse des échantillons de sang, d'urine, de liquide cérébro-spinal et de sécrétions de la gorge et du nez par PCR quantitative, une méthode particulière de réaction en chaîne par polymérase. Aux stades ultérieurs, on peut recourir à la méthode immuno-enzymatique ELISA, faisant intervenir des immunoglobulines G et M. Après le décès, des tests par immunohistochimie de tissus prélevés sur les corps peuvent être le seul moyen de poser le diagnostic lors d'une autopsie.

## Traitement

Schéma montrant la structure d'un Henipavirus indiquant notamment la glycoprotéine G.

Il n'existe pas de traitement contre l'infection à virus Nipah, tant pour l'homme que pour l'animal, de sorte qu'on applique des traitements symptomatiques. La ribavirine s'est montrée efficace contre le virus in vitro, mais les recherches sur une possible application à l'homme se sont révélées non concluantes. L'utilisation d'un anticorps monoclonal humain ciblant la glycoprotéine G du virus Nipah a été évaluée sur le furet comme modèle animal, et a montré des signes encourageants,. Un vaccin à base d'une sous-unité de protéine G de virus Hendra a été utilisé en Australie pour protéger des chevaux contre le virus Hendra ; il produit des anticorps à la fois contre le virus Hendra et le virus Nipah, ce qui offre des perspectives intéressantes en matière d'application à l'homme. Un tel vaccin a en effet été testé avec succès sur des vervets en 2012. D'autres pistes sont également étudiées, comme l'utilisation d'une forme recombinante atténuée du virus de la stomatite vésiculaire — un rhabdovirus — exprimant la glycoprotéine G du virus Nipah, selon une approche semblable à celle ayant abouti au vaccin VSV-EBOV contre la maladie à virus Ebola. Une étude publiée en avril 2019 a souligné l'intérêt d'un vaccin protégeant à la fois contre la rage et contre la maladie à virus Nipah, développé par l'Université Thomas Jefferson à Philadelphie, dans la mesure où cette approche est susceptible de traiter à la fois les victimes humaines et le réservoir animal du virus.

## Transmission

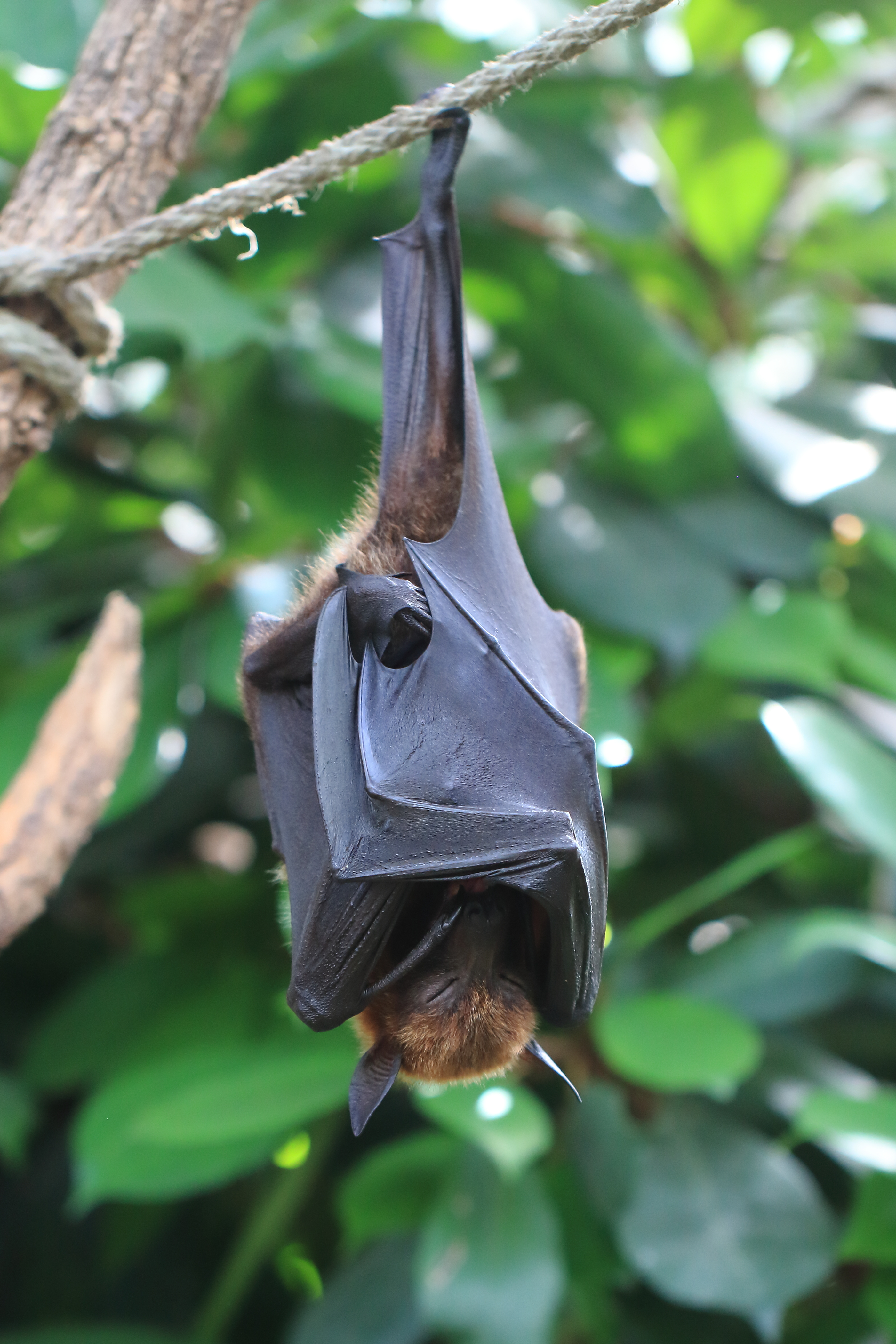
Roussette de Malaisie, l'une des chauves-souris porteuses du virus Nipah.

La transmission du virus a lieu lors de contacts directs avec une chauve-souris infectée, un porc infecté, ou une personne infectée. Les porcs sont très contagieux pendant leur période d'incubation. L'épidémie de 1999 en Malaisie a touché également les chevaux, les chèvres, les moutons, les chats et les chiens. L'absorption de sève de palmier dattier crue est une cause bien connue de contamination, car elle peut avoir été souillée par la salive ou les déjections de chauves-souris infectées. L'épidémie survenue en Malaisie et à Singapour semble avoir été propagée par les porcs à la suite d'une contamination de ces derniers par des chauves-souris, et aucune contamination entre humains n'avait alors été relevée ; les épidémies ultérieures en Inde et au Bangladesh, en revanche, font régulièrement intervenir des contaminations interhumaines,.

## Distribution géographique du virus

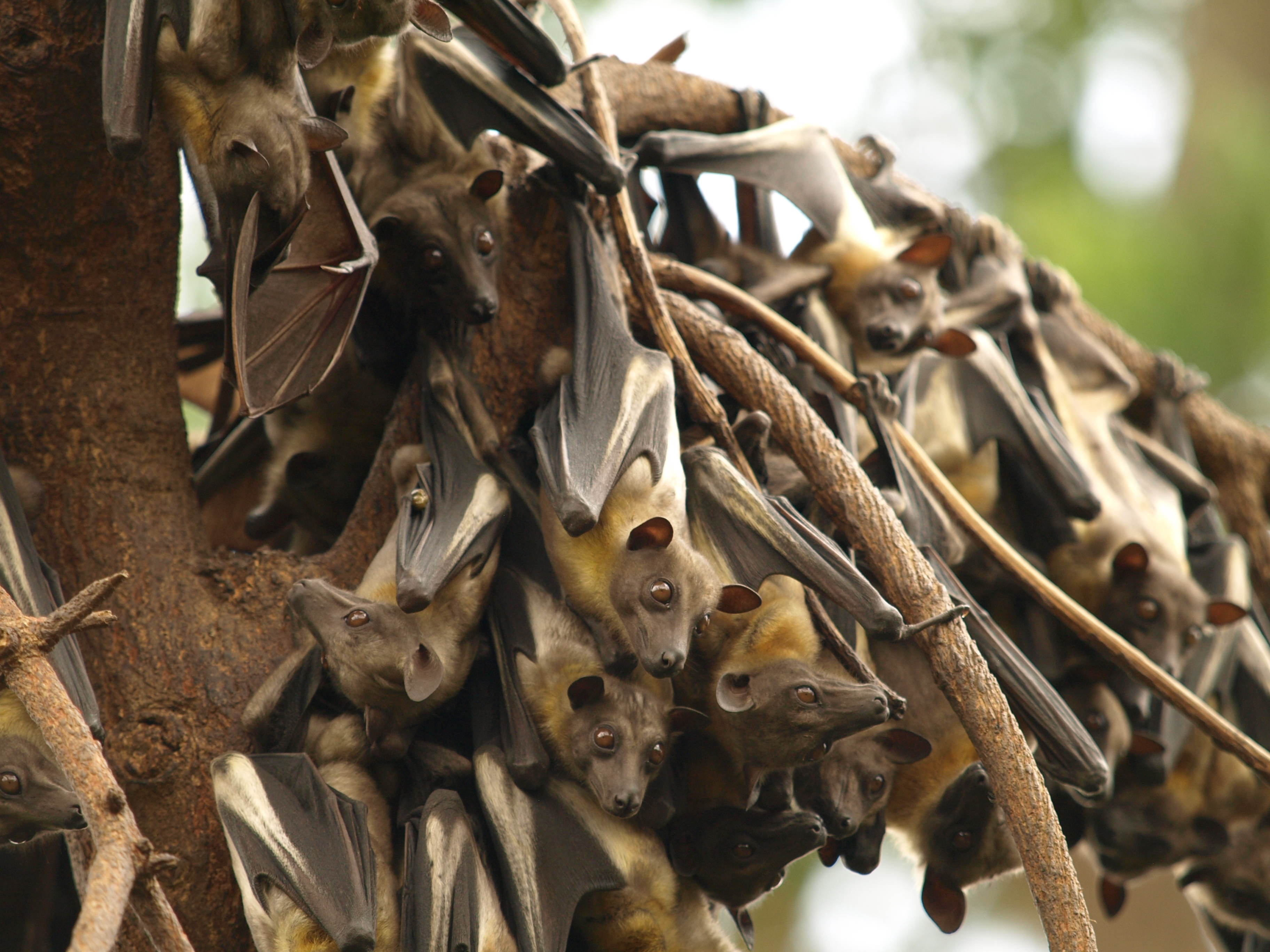
Roussettes paillées africaines, présentant des anticorps contre le virus Nipah.

On pense que l'aire géographique de présence des Henipavirus recouvre celle de distribution des chauves-souris du genre Pteropus. Cette hypothèse est renforcée par l'observation d'infections à Henipavirus dans les populations de Pteropus en Australie, en Papouasie-Nouvelle-Guinée, en Indonésie, au Timor oriental, en Chine, au Cambodge, en Malaisie, en Thaïlande, en Inde et à Madagascar. La sérologie des chauves-souris du genre Eidolon, comme la roussette paillée africaine, a également révélé la présence de Henipavirus chez ces animaux, laissant penser que ces virus sont également présents dans les populations de chauves-souris africaines.

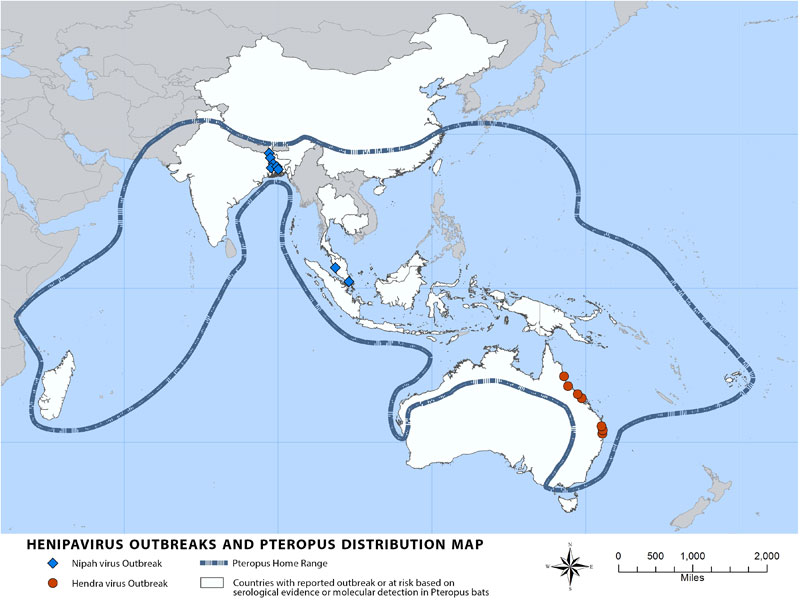
Aire couverte par les chauves-souris du genre Pteropus, porteuses du virus Nipah et du virus Hendra avec, en bleu, les épidémies d'infections à virus Nipah enregistrées en 2014.

## Prévention
En l'absence de traitement susceptible d'apporter la guérison aux patients atteints d'une infection à virus Nipah, la prévention joue un rôle essentiel dans le dispositif de lutte contre la maladie. La prévention commence par l'élimination des contacts avec les chauves-souris dans les zones endémiques et avec les porcs malades, ainsi que par l'arrêt de toute consommation de vin de palme, de sève crue du palmier dattier, de fruits susceptibles d'avoir été partiellement consommés par, ou au contact de, chauves-souris, et d'eau de sources infestées de chauves-souris. Les chauves-souris sont connues pour boire le vin de palme dans les conteneurs laissés ouverts et pour uriner dedans, ce qui contamine le contenu avec le virus Nipah. Plus généralement, on s'efforce de supprimer toutes les interactions possibles entre les chauves-souris et les porcs dans les zones endémiques afin d'éviter la contamination de ces derniers. De plus, les porcs ne sont plus transportés hors des zones d'endémie dans les pays touchés. Les sites d'enfouissement des porcs abattus en raison de la maladie doivent être traités au chlorure de chaux CaCl2 et désinfectés à l'hypochlorite de sodium NaClO (eau de Javel), désinfection à étendre à toutes zones ou matériels susceptibles d'avoir été contaminés.